# Aulus Gabinius
Aulus Gabinius (? - 48/47 v.Chr.) was een Romeins militair en politicus. Hij was consul in 58 v.Chr.

## Politieke carrière in Rome
Gabinius was volkstribuun (tribunus plebis) onder Lucius Cornelius Sulla en werd door hem in 81 v.Chr. als gezant naar Mithridates VI van Pontus gestuurd. In 67 v.Chr. diende hij de Lex Gabinia in. Deze wet verleende Pompeius grote volmachten om de piraten uit Cilicië (in het zuiden van hedendaags Turkije) te bestrijden, die met hun activiteiten op de Middellandse Zee de Romeinse graantransporten in gevaar brachten. Gabinius ging met Pompeius mee als onderbevelhebber (legatus): in amper drie maanden werd met de piraten afgerekend.
In 61 v.Chr., toen Gabinius praetor was, probeerde hij het publiek voor zich te winnen door grootschalige spelen te organiseren, en in 58 v.Chr. werd hij verkozen tot consul, samen met Piso Caesoninus. Als consul hielp hij de beruchte politicus Publius Clodius Pulcher om Cicero uit Rome te verdrijven. Het jaar daarop werd Gabinius proconsul van de in 64 v.Chr. door Pompeius gestichte Romeinse provincie Syria. Hier maakte hij plannen om met Mithridates III tegen het rijk der Parthen van Mithridates' broer Orodes II op te trekken. Maar door de ontwikkelingen in Egypte trok Gabinius zijn steun aan Mithridates in.

## Egypte
In 58 v.Chr. was farao Ptolemaeus XII van Egypte gedwongen Cyprus aan de Romeinen af te staan. Dit stuitte in Alexandrië op zoveel verzet, dat Ptolemaeus uit de stad werd verdreven. Zijn dochter Berenice IV, mogelijk samen met haar zus Cleopatra VI, nam de heerschappij over.
Pompeius stuurde Gabinius, zonder toestemming van de Senaat, naar Egypte om Ptolemaeus weer op de troon te zetten. Met hulp van Gabinius en tegen betaling van 10.000 talenten (± 260 ton) zilver wist Ptolemaeus in 55 v.Chr. de Egyptische troon weer in handen te krijgen. Gabinius liet een contingent soldaten achter om de farao te beschermen. Berenice werd onthoofd.

## Opstand in Syria en de gevolgen voor Gabinius
Intussen was Alexander, zoon van Aristobulus II, in Syria een opstand begonnen tegen Hyrkanus II, de hogepriester uit de Joodse dynastie van de Hasmoneeën.
Terug in Syria sloeg Gabinius de opstand van Alexander neer en verwoestte hij de Joodse forten Alexandrium, Machaerus en Hyrcania. Hij liet een aantal vernielde nederzettingen herbouwen en voerde administratieve hervormingen door. In 54 v.Chr. keerde Gabinius terug naar Rome: hij werd in Syria opgevolgd door Crassus.
De Romeinse ridders (equites) hadden door de opstand in Syria grote verliezen geleden en hielden Gabinius hiervoor verantwoordelijk. Toen deze terug in Rome was werd hij voor drie vergrijpen aangeklaagd. Ten eerste voor minachting van de republiek (majestas), omdat hij zonder toestemming van de Senaat en in strijd met de Sibyllijnse boeken de hem toegewezen provincie had verlaten om naar Egypte te trekken. Hiervan werd hij vrijgesproken. De tweede aanklacht behelsde afpersing (repetundae), waarbij speciaal werd gewezen op de 10.000 talenten zilver die hij van Ptolemaeus had ontvangen. Gabinius werd schuldig bevonden, ondanks door Pompeius aangedragen ontlastend bewijs, getuigen uit Alexandrië en de welbespraaktheid van Cicero, die hem om Pompeius een gunst te doen verdedigde. De derde aanklacht ging over vermeende illegale zaken voor zijn verkiezing (ambitus) als consul in 58 v.Chr. Omdat hij al schuldig was bevonden aan de tweede aanklacht kwam deze te vervallen. Gabinius' bezittingen werden verbeurd verklaard en hijzelf ging in ballingschap.

## Burgeroorlog
Na de uitbraak van de burgeroorlog tussen Pompeius en Caesar werd Gabinius in 49 v.Chr. door Julius Caesar teruggeroepen. Gabinius verbond zich met Caesars zaak, maar ondernam geen activiteiten tegen zijn vroegere beschermheer Pompeius. Na de slag bij Pharsalus werd hem opgedragen nieuwe rekruten naar Illyrië te brengen. Hij leidde 15 cohorten en 3000 ruiters over land langs de Adriatische kust. Onderweg werd hij aangevallen door Dalmatiërs en kon hij ternauwernood en met zware verliezen Salonae bereiken. Hier bood hij moedig weerstand tegen de aanvallen van de Pompeiaanse commandant Marcus Octavius, maar enkele maanden later overleed hij aan een ziekte.